# Toivo Vuorela
Toivo Vuorela, född 11 maj 1909 i Jalasjärvi, död 17 maj 1982 i Helsingfors, var en finländsk etnolog. Han var far till Ulla Vuorela.
Vuorela blev filosofie doktor 1950 och tilldelades professors titel 1961. Han var 1945-1972 förlagsdirektör vid Finska litteratursällskapet och blev 1952 styrelsemedlem och sällskapets sekreterare. Han var redaktör för "Studia Fennica" 1961–1970 och chefredaktör för "Kotiseutu" 1949–1960.